# Punter (fútbol americano)

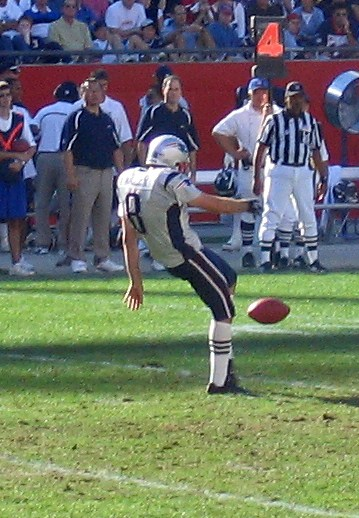
Josh Miller, punter de los New England Patriots realizando un despeje.

Punter (también en español pateador de despeje) (P) es una posición de fútbol americano y fútbol canadiense. El punter es un jugador de los equipos especiales que recibe una pelota centrada desde la línea de scrimmage e intenta despejarla mediante una patada, tratando de alejarla lo más posible de su zona de anotación.